# Lockeford
Lockeford és una concentració de població designada pel cens dels Estats Units a l'estat de Califòrnia. Segons el cens del 2000 tenia 3.179 habitants.

## Demografia
Segons el cens del 2000, Lockeford tenia 3.179 habitants, 1.099 habitatges, i 856 famílies. La densitat de població era de 146,6 habitants/km².
Dels 1.099 habitatges en un 36,1% hi vivien nens de menys de 18 anys, en un 62,4% hi vivien parelles casades, en un 9,1% dones solteres, i en un 22,1% no eren unitats familiars. En el 18,2% dels habitatges hi vivien persones soles el 9,6% de les quals corresponia a persones de 65 anys o més que vivien soles. El nombre mitjà de persones vivint en cada habitatge era de 2,89 i el nombre mitjà de persones que vivien en cada família era de 3,26.
Per edats la població es repartia de la següent manera: un 27,8% tenia menys de 18 anys, un 8,6% entre 18 i 24, un 26,9% entre 25 i 44, un 23% de 45 a 60 i un 13,7% 65 anys o més.
L'edat mediana era de 37 anys. Per cada 100 dones de 18 o més anys hi havia 102,4 homes.
La renda mediana per habitatge era de 43.750 $ i la renda mediana per família de 55.750 $. Els homes tenien una renda mediana de 37.759 $ mentre que les dones 24.353 $. La renda per capita de la població era de 19.533 $. Entorn del 10,5% de les famílies i el 12,5% de la població estaven per davall del llindar de pobresa.

## Poblacions més properes
El següent diagrama mostra les poblacions més properes.